# Modern Vampires of the City
Modern Vampires of the City je třetí studiové album americké hudební skupiny Vampire Weekend. Vydalo jej v květnu 2013 hudební vydavatelství XL Recordings a produkovali jej Rostam Batmanglij a Ariel Rechtshaid. V žebříčku Billboard 200 se album umístilo na první příčce. Album se umístilo v hitparádách mnoha dalších zemí.

## Seznam skladeb
| Pořadí | Název            | Hudba                                | Text               | Délka |
| ------ | ---------------- | ------------------------------------ | ------------------ | ----- |
| 1.     | Obvious Bicycle  | Koenig, Rostam Batmanglij            | Ezra Koenig        | 4:11  |
| 2.     | Unbelievers      | Koenig                               | Koenig             | 3:22  |
| 3.     | Step             | Koenig, Batmanglij                   | Koenig             | 4:11  |
| 4.     | Diane Young      | Koenig, Batmanglij                   | Koenig             | 2:40  |
| 5.     | Don't Lie        | Koenig, Batmanglij                   | Koenig, Batmanglij | 3:33  |
| 6.     | Hannah Hunt      | Koenig, Batmanglij                   | Koenig             | 3:57  |
| 7.     | Everlasting Arms | Koenig, Batmanglij                   | Koenig             | 3:03  |
| 8.     | Finger Back      | Koenig, Batmanglij                   | Koenig             | 3:25  |
| 9.     | Worship You      | Koenig, Batmanglij                   | Koenig             | 3:21  |
| 10.    | Ya Hey           | Batmanglij, Koenig, Ariel Rechtshaid | Koenig             | 5:12  |
| 11.    | Hudson           | Batmanglij, Koenig, Chris Tomson     | Koenig             | 4:14  |
| 12.    | Young Lion       | Batmanglij                           | Batmanglij         | 1:45  |

## Obsazení
Vampire Weekend
- Ezra Koenig – zpěv, klavír
- Rostam Batmanglij – klavír, kytara, banjo, programování bicích, syntezátory, zpěv, doprovodné vokály
- Chris Baio – baskytara
- Chris Tomson – bicí

Ostatní hudebníci
- Ariel Rechtshaid – programování bicích, syntezátory, baskytara
- Jeff Curtin – bicí
- Brendan Ryan – akordeon
- Johnny Cuomo
- Danny T. Levin – trubka
- Elizabeth Lea – pozoun
- Seth Shafer – tuba
- Adam Schatz – saxofon
- Angel Deradoorian – doprovodné vokály
- Fanny Franklin – doprovodné vokály